# 1984 a sportban
1984 a sportban az 1984-es év fontosabb sporteseményeit tartalmazza az alábbiak szerint:

## Események
- január 8–15. Műkorcsolya-Európa-bajnokság, Budapest
- január 14–15. Női gyorskorcsolya-Európa-bajnokság, Medeo
- január 21–22. Férfi gyorskorcsolya-Európa-bajnokság, Larvik
- január 28–29. Női gyorskorcsolya-világbajnokság, Deventer
- február 9–19. Téli olimpiai játékok, Szarajevó
- február 25–26. Férfi gyorskorcsolya-világbajnokság, Göteborg
- március 3–4. Fedett pályás atlétikai Európa-bajnokság, Göteborg
- március 3–4. Gyorskorcsolya-sprintvilágbajnokság, Trondheim
- március 3–4. Légfegyveres-Európa-bajnokság, Budapest
- március 19–25. Műkorcsolya-világbajnokság, Ottawa
- március 25. Mezeifutó-világbajnokság, East Rutherford
- április 8–14. Tollaslabda-Európa-bajnokság, Preston
- április 14–22. Asztalitenisz-Európa-bajnokság, Moszkva
- április 17. – május 9. Vuelta
- április 21–24. Vitorlázó-Európa-bajnokság, női 420-as osztály, Brenzone
- április 26. – május 1. Birkózó-Európa-bajnokság, Jönköping
- április 27. – május 1. Súlyemelő-Európa-bajnokság, Vitoria
- május 3–6. Cselgáncs-Európa-bajnokság, Liège
- május 13–20. Vitorlázó-Európa-bajnokság, 470-es osztály, Salou
- május 17. – június 10. Giro d’Italia
- május 26. – június 1. Teke-világbajnokság, Ljubljana
- május 31. – június 7. Vitorlázó-világbajnokság, repülő hollandi osztály, La Rochelle
- június 6–16. Vitorlázó-Európa-bajnokság, finn dingi osztály, Władysławowo
- június 7- 16. Koronglövő-Európa-bajnokság, Zaragoza
- június 12–27. Labdarúgó-Európa-bajnokság, Saint-Étienne, Strasbourg, Lyon, Lens, Párizs, Nantes, Marseille
- június 29. – július 22. Tour de France
- július 28. – 12. Nyári olimpiai játékok, Los Angeles
- augusztus 17–20. Négyesfogathajtó-világbajnokság, Szilvásvárad
- augusztus 28. – szeptember 3. Kerékpár-világbajnokság (profi és nem olimpiai számok), Barcelona
- szeptember 10. Elkezdődik Moszkvában az első Karpov–Kaszparov sakkvilágbajnoki döntő
- október 2–8. Sportakrobatika-világ- és Európa-bajnokság, Szófia
- október 21. Niki Lauda megszerzi pályafutása harmadik Formula–1-es világbajnoki címét a McLaren csapat színeiben, mindössze fél ponttal csapattársa, Alain Prost előtt.
- október 28. Cselgáncs csapat-Európa-bajnokság Párizs
- november 19. – december 5. Sakkolimpia, Szaloniki
- november 15–18. Ritmikusgimnasztika-Európa-bajnokság, Bécs

## Születések
- január 3. – Andrea Cassarà, olimpiai, világ- és Európa-bajnok olasz tőrvívó
- január 4. – Javi Fuego, spanyol labdarúgó
- január 5. – Xavier García, olimpiai ezüstérmes, világbajnoki ezüst- és bronzérmes, Európa-bajnoki bronzérmes spanyol, majd horvát válogatott vízilabdázó
- január 13. – Pollák Zoltán, magyar válogatott labdarúgó
- január 16. – Miroslav Radović, szerb labdarúgó
- január 19. – Tamati Williams, új-zélandi válogatott labdarúgó
- január 23. – Arjen Robben, holland válogatott labdarúgó
- január 24. – Scott Kazmir, olimpiai ezüstérmes amerikai baseballjátékos
- január 26. – Lo Hszüe-csüan, olimpiai bajnok kínai úszó
- január 27. – Ábel Péter, magyar labdarúgó
- január 28. – Andre Iguodala, olimpiai, világ- és NBA-bajnok amerikai kosárlabdázó
- január 29. – Nuno Morais, portugál labdarúgó
- február 3. – Artyom Alekszejevics Szilcsenko, világbajnoki bronzérmes orosz szupertoronyugró
- február 6. – 
  - Darren Bent, angol válogatott labdarúgó
  - Katarina Tomašević, világbajnoki ezüstérmes szerb válogatott kézilabdakapus
- február 23. – Andre Ward, olimpiai bajnok amerikai ökölvívó
- február 25. – Hszing Huj-na, olimpiai bajnok kínai atléta, hosszútávfutó
- február 26.
  - Emmanuel Adebayor, nigériai származású togói válogatott labdarúgó
  - Espen Ruud, norvég válogatott labdarúgó
- március 1. – Patrick Helmes, német válogatott labdarúgó, edző
- március 4.
  - Hosnyánszky Norbert, olimpiai, világ- és Európa-bajnok magyar válogatott vízilabdázó
  - Gulyás Péter, magyar válogatott kézilabdázó, olimpikon, edző
- március 6. – Antonio García Robledo, világbajnok spanyol kézilabdázó, bal átlövő
- március 7. – Lej Seng, olimpiai, világbajnok és Ázsia-játékok győztes kínai tőrvívó
- március 16. – Martin Vágner, cseh jégkorongozó
- március 19. – Markus Halsti, finn válogatott labdarúgó
- március 20.
  - Robert Almer, osztrák válogatott labdarúgó kapus
  - Valtteri Filppula, U20-as világbajnoki bronzérmes, olimpiai bajnok és bronzérmes, Stanley-kupa-győztes finn válogatott jégkorongozó
  - Fernando Torres, U17-es és U19-es Európa-bajnok, világ- és Európa-bajnok, konföderációs kupa ezüstérmes, UEFA-bajnokok ligája és Európa-liga-győztes spanyol válogatott labdarúgó
- március 28. – Daumants Dreiškens, olimpiai ezüstérmes lett bobos
- március 30. – Samantha Stosur, ausztrál hivatásos teniszezőnő
- március 31. – Martins Dukurs, lett szkeletonos
- április 1. – Jonas Gonçalves Oliveira, brazil válogatott labdarúgó
- április 2. – Suzanne Morisset, kanadai nemzetközi labdarúgó-partbíró, asszisztens
- április 5.
  - Darija Jurak, horvát hivatásos teniszezőnő
  - Cristian Săpunaru, román válogatott labdarúgó
- április 7. – Szudó Akiko, japán válogatott labdarúgó
- április 10. – Gonzalo Javier Rodríguez, argentin válogatott labdarúgó
- április 11. – Colin Clark, CONCACAF-aranykupa ezüstérmes amerikai válogatott labdarúgó († 2019)
- április 14. – Fredrik Larsson, svéd válogatott kézilabdázó († 2020)
- április 20. – Domi Kumbela, Kongói Demokratikus Köztársasági labdarúgó
- április 21.
  - Kristian Fris, Európa-bajnok és világbajnoki bronzérmes
  - Josip Valčić, világbajnoki és Európa-bajnoki ezüstérmes horvát válogatott kézilabdázó
- április 23. – Alekszandra Konsztantyinovna Kosztyenyuk, orosz sakkozó, női sakkvilágbajnok (2008–2010), háromszoros sakkolimpiai bajnok
- április 29. – Alessandro Iandoli, svájci születésű olasz labdarúgó
- május 11. – Andrés Iniesta, világ és Európa-bajnok spanyol labdarúgó
- május 12. – Loredana Boboc, olimpiai és világbajnok román tornász
- május 14. – Michael Rensing, német labdarúgó
- május 18. – Simon Pagenaud, francia autóversenyző
- május 23. – Mikko Minkkinen, finn műkorcsolyázó
- május 25. – Vladimir Veselinov, szerb labdarúgó
- május 26. – Łukasz Szukała, lengyel válogatott labdarúgó
- május 29.
  - Gauthier Grumier, olimpiai, világ- és Európa-bajnok francia párbajtőrvívó
  - Alekszej Viktorovics Tyiscsenko, olimpiai bajnok orosz ökölvívó.
- június 1. – Stéphane Sessègnon, benini válogatott labdarúgó
- június 9.
  - Yuli Gurriel, olimpia, világ- és World Series bajnok, interkontinentális és baseball-világkupa-győztes, pánamerikai és közép-amerikai és karib-térség játékok aranyérmes kubai válogatott baseballjátékos
  - Wesley Sneijder, holland labdarúgó
- június 11.
  - Vágner Love, brazil labdarúgó
  - Gary Hunt, brit műugró, világbajnok szupertoronyugró
- június 13. – Fran Jović, horvát nemzetközi labdarúgó-játékvezető
- június 19. – Jonathan Moriamé, francia válogatott vízilabdázó
- június 20.
  - Dennis Malura, német labdarúgó
  - Jarrod Smith, új-zélandi válogatott labdarúgó
- június 30. – Gabriel Badilla, Costa-Rica-i válogatott labdarúgó, hátvéd († 2016)
- július 2. – Johnny Weir, amerikai műkorcsolyázó
- július 3. – Andreea Isărescu, olimpiai és világbajnok román tornász
- július 15. – Edgar Barreto, paraguayi válogatott labdarúgó
- július 16. – Sašo Bertoncelj, szlovén tornász
- július 18. – Lee Barnard, angol labdarúgó
- július 19.
  - Andorka Péter,  magyar labdarúgó, csatár
  - Rémi Garsau, francia válogatott vízilabdázó
  - Alekszandr Szergejevics Szamedov, orosz válogatott labdarúgó
- július 24. – Nagy Viktor, világbajnok magyar válogatott vízilabdázó
- július 29. – Osman Chávez, hondurasi válogatott labdarúgó
- július 30. – Swaney Elizabeth, amerikai-magyar síakrobata, olimpikon
- július 31. – Naszu Maiko, japán válogatott labdarúgó
- augusztus 1. – Anna Szergejevna Szedojkina, olimpiai és világbajnok orosz válogatott kézilabdakapus
- augusztus 4. – Natalja Alekszandrovna Lavrova, olimpiai, világ- és Európa-bajnok orosz ritmikus gimnasztikázó († 2010)
- augusztus 6. – Vedad Ibišević, bosnyák válogatott labdarúgó
- augusztus 8. – Felipe Silva, brazil válogatott vízilabdázó, olimpikon
- augusztus 13. – Aljona Volodimirivna Bondarenko, ukrán teniszező
- augusztus 17.
  - Flumbort András, sakkozó, nemzetközi nagymester, sportmenedzser
  - Grebenár Gábor, válogatott kézilabdázó
- augusztus 18. – Dušan Basta, szerb válogatott labdarúgó
- szeptember 1. – Kei Kamara, sierra leone-i válogatott labdarúgó
- szeptember 3. – Mario Mutsch, belga születésű luxemburgi válogatott labdarúgó
- szeptember 4. – Jason Donald, olimpiai bronzérmes amerikai baseballjátékos
- szeptember 6.
  - Thomas Dekker, holland kerékpáros
  - Luc Abalo, olimpiai, Európa- és világbajnok, francia kézilabdázó
- szeptember 7.
  - Tatyjana Vlagyimirovna Jerohina, olimpiai bajnok orosz válogatott kézilabdakapus
  - Vera Zvonarjova, orosz teniszező
- szeptember 9. – Mikalaj Mikalajevics Janus, fehérorosz válogatott labdarúgó
- szeptember 9. – Brad Guzan, CONCACAF-aranykupa bajnok amerikai válogatott labdarúgó
- szeptember 12.
  - Nivata Akiko, japán válogatott labdarúgó
  - John Hamer, angol műkorcsolyázó
- szeptember 19.
  - Ángel Reyna, mexikói válogatott labdarúgó
  - Flávio Paixão, portugál labdarúgó
- szeptember 20.
  - Brian Joubert, francia műkorcsolyázó
  - Tomasz Kaczmarek, lengyel labdarúgó, edző
- szeptember 25.
  - Zlatko Horvat, horvát válogatott kézilabdázó
  - Teodora Postic, szlovén műkorcsolyázónő
- szeptember 27. – Dalibor Stevanovič, szlovén válogatott labdarúgó
- október 6. – Valerie Adams, olimpiai és világbajnok új-zélandi atlétanő, súlylökő
- október 8. – Mihai Mincă, román labdarúgó
- október 10. – Petr Svoboda, fedett pályás Európa-bajnok cseh atléta
- október 11. – Morten Olsen, olimpiai bajnok dán kézilabdázó
- október 17. – Jelle Klaasen, holland dartsjátékos
- október 20. – Ville Nevalainen, finn nemzetközi labdarúgó-játékvezető
- október 25. – Gara Tícia, sakkozó, női nemzetközi nagymester, kétszeres magyar bajnok
- október 26. – Sasha Cohen, amerikai műjégtáncos
- október 28. – Rahman Bilici, világbajnoki bronzérmes török kötöttfogású birkózó
- november 1. – René Toft Hansen, olimpiai és Európa-bajnok dán kézilabdázó
- november 4. – Ayila Yussuf, nigériai labdarúgó
- november 5. – Eliud Kipchoge, olimpiai- és világbajnok kenyai hosszútávfutó
- november 7. – Jonathan Bornstein, CONCACAF-aranykupa-győztes amerikai válogatott labdarúgó
- november 9. – Nick Cushing, angol labdarúgóedző
- november 30. – Alan Hutton, skót labdarúgó
- december 12. – Daniel Agger, dán labdarúgó
- december 13. – Hanna-Maria Seppälä, finn úszónő
- december 18. – Galina Voszkobojeva, orosz születésű hivatásos kazah teniszezőnő, olimpikon
- december 19. – Csen Ji-ping, kínai tornász
- december 21. – Michael McDowell, amerikai NASCAR-versenyző
- december 25. – Kállai Zoltán, magyar tornász
- december 26. – Alex Schwazer, olimpiai bajnok olasz gyaloglóatléta
- december 30. – LeBron James, a Cleveland Cavaliers kosárlabdacsapat (NBA) all-star támadója

## Halálozások
- január 10. – Charly Fasel, Európa-bajnok, olimpiai és világbajnoki bronzérmes, Spengler-kupa győztes, nemzeti bajnok svájci jégkorongozó (* 1898)
- január 20. – Johnny Weissmuller, többszörös olimpiai bajnok úszó, Tarzan megformálója (* 1904)
- január 23. – Hans Christian Sørensen, olimpiai ezüstérmes dán tornász (* 1900)
- február 22. – Wilhelm Müller, olimpiai és világbajnok német kézilabdázó (* 1909)
- március 1. – Peter Walker, brit autóversenyző, az 1951-es Le Mans-i 24 órás verseny győztese, Formula–1-es pilóta (* 1912)
- március 7. – Robert Bloch, Le Mans-i 24 órás verseny győztes francia autóversenyző (* 1888)
- március 20.
  - Stan Coveleski, World Series-győztes amerikai baseballjátékos, National Baseball Hall of Fame and Museum tag (* 1889)
  - Jean De Clercq, belga válogatott labdarúgó (* 1905)
- április 10. – Karl Spooner, World Series bajnok amerikai baseballjátékos (* 1931)
- május 5. – Bozsi Mihály, olimpiai bajnok vízilabdázó, úszó, edző (* 1911)
- május 19. – Bill Holland, amerikai autóversenyző (* 1907)
- június 7. – Rudolf Stahl, olimpiai bajnok német kézilabdázó (* 1912)
- június 15. – Héctor Hernández, mexikói válogatott labdarúgó, csatár (* 1935)
- június 21. – Ferencz Károly, olimpiai bronzérmes birkózó (* 1911)
- június 26. – Léopold De Groof, Olimpiai bajnok belga válogatott labdarúgó (* 1896)
- augusztus 3. – Elmer Smith, World Series bajnok amerikai baseballjátékos (* 1892)
- augusztus 13. – Tigran Petroszján, szovjet-örmény sakknagymester, sakkvilágbajnok (1963–1969) (* 1929)
- augusztus 24. – Tóth Lajos, olimpiai bronzérmes magyar tornász, edző (* 1914)
- augusztus 25.
  - Viktor Ivanovics Csukarin, hétszeres olimpiai bajnok szovjet tornász (* 1921)
  - Waite Hoyt, World Series bajnok amerikai baseballjátékos, National Baseball Hall of Fame and Museum tag (* 1899)
- szeptember 4. – Bjarne Johnsen, olimpiai bajnok norvég tornász (* 1892)
- szeptember 8. – Johnnie Parsons, amerikai autóversenyző (* 1918)
- szeptember 10. – Joseph Hunter, olimpiai bajnok amerikai rögbijátékos (* 1899)
- szeptember 30. – Eulogio Martínez, paraguayi születésű, spanyol válogatott labdarúgó (* 1935)
- október 1. – Walter Alston, World Series bajnok amerikai baseballjátékos, menedzser, National Baseball Hall of Fame and Museum tag († 1911)
- október 6. – André Van De Werve De Vorsselaer, olimpiai és világbajnoki bronzérmes belga tőrvívó (* 1908)
- október 7. – Thore Andersson-Dettner, svéd jégkorongozó (* 1908)
- szeptember 10. – George Kelly, World Series bajnok amerikai baseballjátékos, National Baseball Hall of Fame and Museum tag (* 1895)
- október 17. – Peter Møller, olimpiai bajnok dán tornász (* 1897)
- október 28. – Knut Nordahl, olimpiai bajnok svéd válogatott labdarúgó (* 1920)
- november 5. – Domien Jacob, olimpiai ezüstérmes belga tornász (* 1897)
- december 3. – Alan Williams, olimpiai bajnok amerikai rögbijátékos és mérnök (* 1893)
- december 10. – Steiner Béla, magyar nemzetiségű román válogatott labdarúgó, hátvéd (* 1907)
- december 14. – Baranyai László, olimpiai bronzérmes magyar tornász (* 1920)